# Розолини
Розоли́ни (итал. Rosolini, сиц. Rusalini) — коммуна в Италии, в регионе Сицилия, подчиняется административному центру Сиракуза.
Население составляет 20 927 человек (на 2004 г.), плотность населения — 262 чел./км². Занимает площадь 76,15 км². Почтовый индекс — 96019. Телефонный код — 0931.
Покровителем населённого пункта считается св. Алоизий Гонзага. Праздник ежегодно отмечается 3 августа.